# آدیتای پانچولی
آدیتای پانچولی (انگلیسی: Aditya Pancholi؛ زادهٔ ۴ ژانویهٔ ۱۹۶۵) یک هنرپیشه اهل هند است.
از فیلم‌ها یا برنامه‌های تلویزیونی که وی در آن نقش داشته‌است می‌توان به مافیا اشاره کرد.

## فیلم‌شناسی
فهرست برخی از فیلم‌هایی که آدیتای پانچولی در آن‌ها به ایفای نقش پرداخته‌است:
- مافیا
- راش
- سایه
- رفته رفته
- جی هو
- بادیگارد
- باغی
- دشمن بزرگ
- شماره اول
- آتش
- بله قربان
- مسافر
- مهاجم
- آقازاده
- نبرد
- جنگ
- امنیت
- راجا و سه برادر
- همیشه
- جادوگر
- یک عکس بگیرید
- مسابقه ۲
- تنها
- باجی‌رائو و مستانه
- سیلاب
- مهربانی
- جنگ بزرگ
- صدای گلوله
- مقابله
- نمایشنامه سرنوشت
- بهبودی هفته
- کتاب مقدس رام
- شماره پدر
- ایده
- وحشت
- طوفان گناه
- ورو دادا
- قهرمان
- دشمنان کشور
- جنگ درستکاری